# ندای اسلام
ندای اسلام نام یکی از مطبوعات استان فارس در دوران قاجاریه است.
این روزنامه از سال ۱۳۲۵ هـ. ق به وسیله سید ضیاالدین طباطبایی، در شیراز به چاپ رسیده است.